# Полтавська бальнеологічна лікарня
Полтавська бальнеологічна лікарня — бальнеологічна лікарня у Полтаві. Лікарню було відкрито у 1924 році у приміщенні фізіотерапевтичного і двох інших кабінетів обласної лікарні. Згодом був створений стаціонар на 7 ліжок. Працювало 2 лікарі, 4 медичні сестри і 4 санітарки. Ця установа називалась — Обласна фізіотерапевтична лікарня. До 1950 року кількість ліжок у лікарні збільшилася до 75. Сучасна назва з 1952 року. Розміщена на вулиці Шевченка, 23. 